# 約瑟夫·布拉克
約瑟夫·布拉克（Joseph Black，1728年4月16日—1799年12月6日）是英國籍的醫生和化學家。他發現了镁元素，以及重新发现了二氧化碳、比熱及解說潛熱的概念。
詹姆斯·瓦特被稱為哲學儀器的製造商。在1775和布拉克在同一所大學，在一個小規模的蒸汽機實驗，他諮詢布拉克的意見，也和布拉克合作了一個項目，生產氫氧化鈉，然而在布拉克不知道有任何商業利益的過程中，布拉克並沒有享受到商業帶來的榮華富貴。他與大衛·休謨，亞當·斯密等当时在爱丁堡的苏格兰啟蒙運動人物有相關聯。

## 早年
出生於法國的波爾多，父親是來自於愛爾蘭的貝爾法斯特·布拉克，從事葡萄酒貿易；母親來自英國的阿伯丁，和他的家人也是從事葡萄酒貿易業務。約瑟夫有十二個兄弟姐妹。
18歲時他進入格拉斯哥大學，四年後前往愛丁堡大学，繼續其醫療研究。

## 分析天平
大約在1750年，約瑟夫·布拉克研發出分析天平，在一個楔形的支點上將待測物或標準砝碼放在左右兩側的秤盤上，測量極輕的物體。它的準確值遠遠超過同一時代的其他天秤，並成為一個重要的科學儀器，大多用在化學實驗室。
1757年，獲格拉斯哥大學任命為Regius教授。

## 潛熱
1761年布拉克推斷，施加熱在其熔點為冰的冰水混和物上溫度上升，而在該混和物中水的量並不會增加。此外，布拉克觀察到水／蒸氣混合物的溫度上升，而是蒸氣量的增加，不會導致熱使水沸騰。從這些觀察中，他得出一個結論：熱量藏在冰粒和沸水中，成為潛在的看不到的熱。潛熱的理論標誌著熱力學，布拉克的理論更是他重要的科學貢獻之一，他也因此聲名大噪，他還表明，不同的物質有不同的比熱。

這一切都證明了重要的不僅是抽象的科學的發展，但在發展中的蒸汽機與其他許多液體相比，水的潛熱大，所以詹姆斯·瓦特的成功嘗試改善推動由托馬斯·紐科門發明的蒸汽機的效率。
瓦特添加一個單獨的冷凝器，氣缸保持在該溫度下的蒸汽包圍在充滿蒸汽夾套中，以便避免再加熱的發動機在每個週期中節省了大量的能量。
1766年，布拉克追随并他好朋友，当时著名化学家威廉·库伦的脚步，取代了他成为了爱丁堡大学医学与化学教授。

## 二氧化碳
布拉克還探討了在各種反應中產生的氣體的性質。他發現，石灰石（碳酸鈣）可進行加熱或用酸，得到他所謂的“固定空氣的氣體”（fixed air）。他認為，“固定的空氣氣體”在空氣之中並沒有辦法使任何火焰燃燒或讓動物生存。
布拉克還發現，鼓泡通過石灰（氫氧化鈣）的水溶液時，就成了沉澱碳酸鈣。他用这一现象来说明二氧化碳是由动物呼吸和微生物发酵产生的。

## 個人生活
在1757年或是1758年布拉克成為詹姆斯·瓦特的朋友，並於1761年在格拉斯哥大學開始蒸汽動力的研究，他提供了大量的資金和其他的事物幫助瓦特蒸汽機的早期研究。布拉克也是一個撲克俱樂部的成員，並與大衛·休謨，亞當·斯密，與蘇格蘭的文人啟蒙運動有相關聯。布拉克從未結婚。他於71歲死在愛丁堡，由灰衣修士埋葬在墓園。世人相信布拉克的科學設備於2011年在英國愛丁堡大學的一個考古挖掘過程中被發現。